# Lloyd's Coffee House

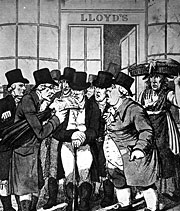
Illustrazione ottocentesca della Lloyd's Coffee House

La Lloyd's Coffee House fu un caffè di Londra aperto da Edward Lloyd (1648–1713).

## Storia
Il locale è attestato per la prima volta nel 1689 dalla London Gazette quando si trovava in Great Tower Street. 
Poco dopo il Natale del 1691 il caffè traslocò in Lombard Street, vicino al Royal Exchange nel cuore del quartiere commerciale e finanziario di Londra. Il locale era popolare fra i naviganti, fra chi commerciava oltremare e fra gli armatori, attirando un pubblico di frequentatori abituali, interessati alle notizie e indiscrezioni che Lloyd raccoglieva per i clienti. La comunità degli operatori marittimi frequentava il locale anche per discutere e stipulare contratti di assicurazione. Queste informazioni e contrattazioni portarono alla nascita di istituzioni quali i Lloyd's di Londra, il Lloyd's Register e il Lloyd's List. 
Nel 1713 Edward Lloyd morì, lasciando in affitto il caffè al genero e capo cameriere William Newton. L'anno successivo morì anche Newton e la figlia di Lloyd, Handy, si risposò con Samuel Sheppard. Handy morì nel 1720 senza lasciare eredi. Sheppard morì nel 1727 e lasciò in eredità il locale alla sorella Elizabeth e a suo marito Thomas Jemson.
Commercianti, armatori e naviganti continuarono a frequentare il locale finché nel 1774 i partecipanti alle contrattazioni si trasferirono al Royal Exchange in Cornhill e costituirono la Società dei Lloyd's.

## Ricordi della coffee house
La facciata originale della coffee house di Edward Lloyd è stata acquistata dai Lloyd's di Londra ed è stata rimontata ed esposta al National Maritime Museum. 
Una targa azzurra ricorda il secondo sito del caffè, in Lombard Street, ora occupato da un supermercato della catena Sainsbury's. 
Il locale è rappresentato nel film del 1936 I Lloyds di Londra.